# Pavel Nedvěd
Pavel Nedvěd (pronunție în cehă [ˈpavɛl ˈnɛdvjɛt] ⓘ; n. 30 august 1972) este un fost fotbalist ceh care a jucat pe postul de mijlocaș. Descris ca fiind unul dintre cei mai buni fotbaliști ai generației sale, el este de asemenea considerat unul dintre cei mai de succes jucători de fotbal din Cehia câștigând campionate și cupe cu mai multe echipe europene, cele mai importante fiind cele de la Lazio, cu care a câștigat ultima Cupă a Cupelor, și Juventus, pe care a condus-o în finala Ligii Campionilor din 2003.
Nedved a fost unul din jucătorii cheie ai Cehiei care au ajuns în finala Campionatului European din 1996, performanță în urma căreia a atras atenția mai multor cluburi europene. De asemenea, el a fost căpitanul echipei naționale la Campionatul European din 2004, în care echipa sa a fost învinsă în semifinale de către viitoarea câștigătoare a competiției, Grecia, iar Nedved a fost numit în cadrul echipei turneului. Mai mult, Nedvěd și-a ajutat echipa să se califice pentru prima dată la Campionatul Mondial de la destrămarea Cehoslovaciei. Datorită performanțelor sale, precum și a sprintărilor sale rapide și energice în timpul meciurilor, Nedved a fost poreclit „Furia Ceca ” („Furia cehă”) de către fanii italieni și „Tunarul ceh” în mass-media engleză. Porecla lui în cehă este Meda („Ursulețul“), care provine din asemănarea felului în care se pronunță cuvântul ceh pentru urs, Medved.
Câștigând Balonul de Aur în 2003, Nedvěd a fost cel de-al doilea jucător ceh care a primit acest titlu și primul după desființarea Cehoslovaciei. În timpul carierei sale, Nedvěd a primit o serie de premii individuale, printre care și al doilea premiu Golden Foot în 2004, fotbalistul ceh al anului (de patru ori) și mingea de aur a Cehiei (de șase ori). El a fost de asemenea numit de Pelé în lista FIFA 100, și a făcut parte din echipa UEFA a anului în 2003, 2004 și 2005. S-a retras după sezonul 2008-2009, după o carieră profesională de 19 ani. Nedvěd a jucat 501 de meciuri de meciuri în campionat la nivel de club (în care a marcat 110 goluri), și a strâns 91 de selecții pentru Republica Cehă (marcând de 18 ori).

## Cariera pe echipe

### Cehia
Născut în Cheb și a crescut în apropiere de Skalná, Nedvěd și-a început cariera de fotbalist în  Cehoslovacia. Un fan al fotbalului încă de la o vârstă fragedă, a început să joace pentru clubul din orașul său natal Tatran Skalná în 1977 la vârsta de cinci ani. Nedved s-a mutat la Rudá Hvězda Cheb în 1985, petrecând cinci sezoane la Škoda Plzeň. În 1990, Nedved a fost împrumutat la Dukla Praga, un club condus de armată, ca parte a serviciului său militar. În primul său an la Dukla din Praga, a jucat pentru VTJ Dukla Tabor, un club din diviziile inferioare, condus de asemenea de armată. La 28 octombrie 1991, Nedvěd a jucat primul său meci pentru Dukla Praga. A jucat un sezon pentru Dukla în 1991, înainte de a-și termina serviciul militar, încheindu-și astfel împrumutul de la Plzeň. A fost transferat apoi la Sparta Praga în 1992. Plzeň trebuia să primească 30% din suma de transfer în cazul transferării lui Nedvěd la un club străin.
La începutul carierei sale la Sparta, Nedved a fost eliminat de trei ori în doar șase meciuri. Cu Sparta, Nedvěd a câștigat Prima Ligă a Cehoslovaciei, două titluri în Liga Gambrinus și o Cupă a Cehiei. În 1994, a primit prima sa convocare la echipa națională a Cehiei. Performanța sa la UEFA Euro 1996, care include un gol marcat în faza grupelor împotriva Italiei, a atras atenția cluburilor din străinătate; în ciuda unui acord verbal cu PSV  Nedvěd s-a transferat de la Sparta Praga la clubul Lazio din Seria A. Sparta l-a vândut mai întâi pe Nedvěd clubului slovac 1. FC Košice (care avea același proprietar ca și Sparta) pentru 1,5 milioane de coroane cehe, și imediat Košice l-a vândut pe Nedvěd la Lazio. Astfel, Sparta a plătit doar o mică parte din suma de transfer către Plzeň. După protestul făcut de cei de la Plzeň, Asociația de fotbal a Cehiei ordonat Spartei să-i plătească lui Plzeň suma de 35 de milioane de coroane cehe ca despăgubire.
Nedvěd a semnat un contract de patru ani, suma de transfer fiind de 1,2 milioane de lire sterline.

### Lazio
Nedvěd și-a făcut debutul în campionat pentru Lazio pe 7 septembrie 1996, într-o înfrângere scor 1-0 împotriva Bolognei. El a marcat primul gol în campionat împotriva lui Cagliari la 20 octombrie 1996, terminând sezonul 1996-1997 cu șapte goluri. El a devenit titular, marcând patru goluri în trei meciuri la începutul sezonului 1997-1998. Clubul a avut o serie de 24 de meciuri fără înfrângere din noiembrie 1997 până în aprilie 1998, serie care s-a terminat în urma meciului de campionat împotriva lui Juventus în care Nedved a fost eliminat. În acel sezon, Lazio a câștigat Coppa Italia 1997-1998 și a ajuns în finala Cupei UEFA 1997-1998. Nedvěd și Lazio au început sezonul 1998-1999 cu o victorie în Supercoppa Italiana, Nedvěd înscriind în partida câștigată în fața lui Juventus cu 2-1. El a jucat un rol important în drumul lui Lazio până în finala Cupei Cupelor, înscriindu-se împotriva lui Lausanne în prima rundă și în ambele manșe ale câștigate de Lazio în fața lui Panionios, cu 7-0 la general. În finala Cupei UEFA din 1999, Nedved a marcat golul decisiv împotriva lui RCD Mallorca prin care Lazio a câștigat cu 2-1. Acesta avea să fie ultimul gol marcat vreodată în această competiție, care a fost ulterior desființată.
Nedvěd a fost unul dintre cei zece jucători cu cel mai mare salariu din campionatul italian din 1999. A jucat în Supercupa Europei din 1999 împotriva lui Manchester United la începutul sezonului, câștigată de Lazio cu 1-0. Clubul a câștigat titlul în Serie A și Coppa Italia, Lazio reușind eventul în 2000, cu ajutorul lui Nedvěd. În 2000, el a câștigat Supercoppa Italiana cu Lazio pentru a doua oară. Alături de Siniša Mihajlović, Nedvěd a fost unul dintre cei doi jucători ai lui Lazio eliminați în sferturile Coppa Italia 2000, în meciul care a avut loc în decembrie, în urma căruia Lazio a fost eliminată de Udinese cu 5-3 la general.
Nedved a jucat în Liga Campionilor UEFA cu Lazio, marcând împotriva lui Real Madrid într-un meci încheiat la egalitate 2-2 în al doilea meci din grupe în urma căruia echipa italiană a fost eliminată. În ultimul meci din Liga Campionilor al lui Lazio, Nedvěd a fost criticat de antrenorul echipei Leeds United, David O'Leary, pentru un fault la Alan Maybury (deși arbitrul nu a dat fault) și a primit o suspendare pe trei meciuri din competițiile europene din partea UEFA.
În ciuda faptului că Nedvěd a semnat un nou contract pe patru ani cu Lazio, în aprilie 2001 clubul a încercat să-i vândă în vară pe el și pe Juan Sebastián Verón, declanșând proteste din partea fanilor împotriva  președintelui clubului Sergio Cragnotti. Jucătorii au fost în cele din urmă vânduți la Juventus, respectiv Manchester United.

### Juventus

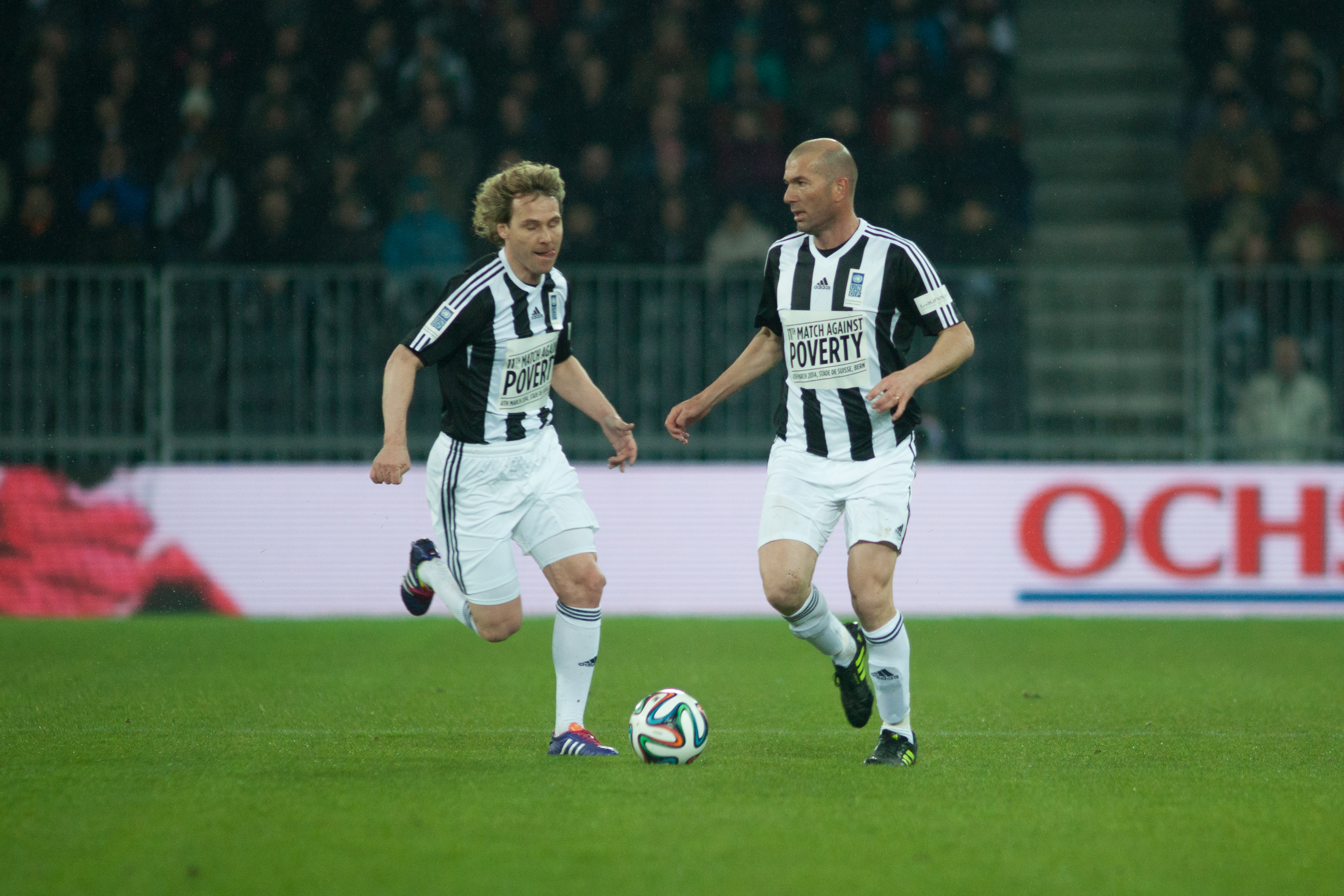
Nedvěd (stânga) a semnat cu Juventus în 2001 pentru a-l înlocui pe Zinedine Zidane.

După cinci sezoane cu Lazio, Nedved a fost dorit de mai multe cluburi (inclusiv Manchester United și Chelsea) înainte de a fi vândut la Juventus în iulie 2001 pentru 75 de miliarde de lire italiene (38,7 milioane de euro la cursul de schimb fix). La Juventus, el l-a înlocuit pe Zinedine Zidane, care s-a transferat la Real Madrid în acea vară. Nedvěd a titular în echipele lui Juventus care au câștigat Scudetto în sezoanele 2001-2002 și 2002-2003. Deși și-a adus un mare aport la reușita clubului din 2003, a fost și el subiect de controversă. Nedved a ieșit din Asociația italiană a fotbaliștilor, în semn de protest față de limita de jucători din afara Uniunii Europene (UE); în condițiile în care Cehia nativă nu a devenit membră a UE până în 2004. Deși a fost un jucător cheie pentru calificarea în finala Ligii Campionilor UEFA de la Milano din 2003  el nu a putut să joace în finală din cauza acumulării de cartonașe galbene, după ce a primit unul în semifinale pentru un fault făcut asupra mijlocașului lui Real Madrid, Steve McManaman.
În decembrie 2003, Nedvěd a fost numit „cel mai bun fotbalist din lume al anului” de către revista World Soccer. Mai târziu, în acea lună, a câștigat Balonul de Aur în fața lui Thierry Henry și a lui Paolo Maldini, cel de-al doilea ceh care a câștigat premiul după Josef Masopust în 1962. Nedvěd a primit a câștigat pentru a cincea oară în ultimii șapte ani premiul Balonul de Aur din 2004, acordat de jurnaliștii sportivi cehi, pentru a cincea oară în ultimii șapte ani.
Sezonul 2004-2005 a fost unul frustrant pentru mijlocaș, deoarece a lipsit două luni de pe teren din cauza unor accidentări la genunchi și la cap, gândindu-se chiar să se retragă în aprilie 2005. Deși Juventus a câștigat campionatul în acel sezon și în 2006, titlurile au fost revocate după scandalul cu meciuri aranjate Calciopoli. După sezonul 2005-2006, care s-a încheiat cu retrogradarea lui Juventus din Serie A, în ciuda faptului că a terminat pe primul loc, mai multe vedete (cum ar fi Fabio Cannavaro și Lilian Thuram) au părăsit clubul și viitorul jucătorilor rămași  era unul incert. După Campionatul Mondial din 2006, Nedved a negat zvonurile despre plecarea sa de la Juventus, reafirmându-și dorința sa de a o ajuta pe Juventus să-și recâștige promovarea în Serie A, dând ca motive faptul că familiei sale îi place la Torino și că și-a luat un angajament față de club. El a primit o suspendare de cinci meciuri după un cartonaș roșu încasat împotriva Genoei în decembrie 2006, în urma căruia a amenințat din nou cu retragerea. Cu toate acestea, a rămas la club până la sfârșitul sezonului și a marcat 11 goluri în sezonul 2006-2007 din Serie B.

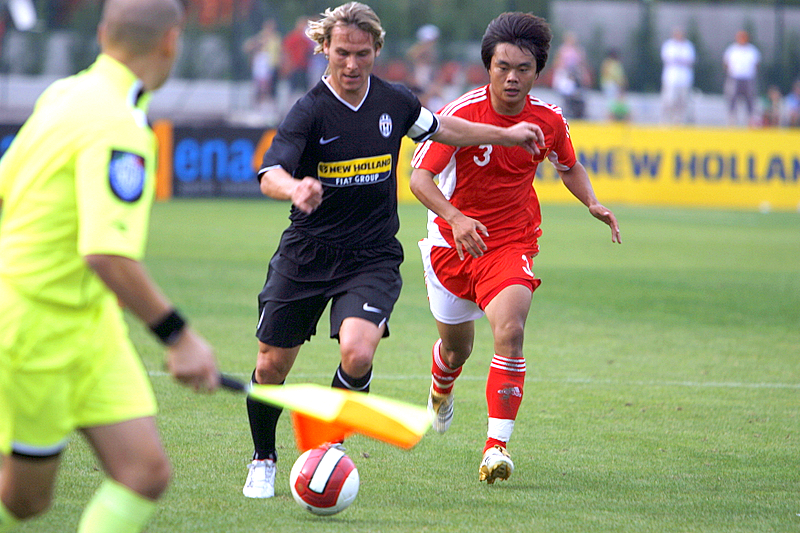
Nedved jucând pentru Juventus în iulie 2007

În sezonul 2007-2008, Juventus a jucat din nou în Serie A. Nedved a jucat frecvent pentru Bianconeri, fiind titular pe postul de mijlocaș stânga și marcând două goluri în acel sezon. El a stârnit o nouă controversă în noiembrie 2007, după ce l-a faultat dur pe jucătorul lui Internazionale Milano, Luís Figo, rupându-i fibula lui Figo. În aprilie 2008, Nedved a fost spitalizat peste noapte pentru o contuzie suferită într-o coliziune cu Roberto Guana în timpul unui meci împotriva lui Palermo.
Nedved a înscris primul gol al lui Juventus în sezonul 2008-2009 într-o remiză scor 1-1 cu Fiorentina și a marcat de două ori împotriva Bolognei într-o victorie cu 2-1 în deplasare în octombrie. La 26 februarie 2009, Nedvěd a anunțat că se va retrage la sfârșitul sezonului 2008-2009 pentru a petrece mai mult timp cu familia. La 10 martie 2009, el a fost înlocuit din cauza unei accidentări suferite în minutul 12 al meciului retur din optimile Ligii Campionilor cu Chelsea. A fost ultimul său meci european la Juventus, deoarece echipa a fost eliminată cu 3-2 la general, iar Nedvěd s-a retras la finalul sezonului. A fost căpitan în ultimul meci pe care l-a jucat în carieră, împotriva fostului său club Lazio, în care i-a dat o pasă de gol lui Vincenzo Iaquinta în victoria scor 2-0.

### FK Skalná
La 23 septembrie 2017 s-a anunțat faptul că Nedved s-a transferat la FK Skalná, cu sediul în satul Skalná, satul natal al lui Nedvěd. Clubul joacă în Clasa 1. B din regiunea Karlovy Vary (al șaptelea eșalon din ierarhia fotbalului ceh). Președintele clubului a spus: „Era visul lui Pavel să joace cu fiul său și acum se va împlini”. El mai a adăugat că meciul de pe 2 iunie 2018 de acasă împotriva lui TJ Baník Královské Poříči B va fi probabil singurul pe care îl va juca, datorită rezidenței lui Nedd în Italia și a ocupării funcției de vicepreședinte al echipei Juventus. Nedved a fost într-adevăr în linia de start, dar Skalná a pierdut cu 1-4, și nici Nedved și nici fiul lui nu au înscris.

## Cariera la națională
Nedved a început să joace pentru echipele naționale de tineret ale Cehoslovaciei în 1988, reprezentându-și țara la categoria de vârstă sub 15 ani, înainte de a juca la categoriile U-16, U-17 și U-18. În 1992, a jucat primul meci la echipa sub 21 de ani, jucând de șapte ori între 1992 și 1993.
Mijlocașul a debutat pentru echipa națională reformată a Cehiei în iunie 1994, într-o victorie cu 3-1 împotriva Irlandei. Primul său turneu major a fost Euro 1996, unde a marcat primul său gol la naționala mare și și-a ajutat echipa să ajungă până în finală. El a făcut, de asemenea, parte din echipa cehă care a terminat pe locul treilea în Cupa Confederațiilor FIFA din 1997, învingând-o pe Uruguay în meciul pentru locul trei. Nedved a înscris două goluri în timpul turneului, ambele care au venit în timpul victoriei cu 6-1 din Cehia asupra Emiratelor Arabe Unite în ultimul meci din grupe, fiind învinsă în semifinale de câștigătoarea turneului, Brazilia.

### Euro 1996
Nimeni nu se aștepta ca Cehia să reușească să o încurce pe Germania în meciul de deschidere; Nedvěd a ratat două șanse de gol și a fost unul dintre cei zece jucători care au primit un cartonaș galben, iar Germania a câștigat 2-0. Cu toate acestea, el a contribuit în plan defensiv, scoțând un șut trimis de pe linia porții de Christian Ziege.
Nedved a marcat primul gol la națională în minutul patru al meciului din grupa C împotriva Italiei. Deși Italia a egalat în prima repriză, a rămas în zece oameni, iar Republica Cehă a marcat din nou înainte de pauză pentru o victorie de 2-1. Nedved a jucat în al treilea meci al grupei, împotriva Rusiei, primind al doilea cartonaș galben din timpul turneului, în timp ce cehii au egalat scorul la 3-3 avansând în sferturile competiției.
Datorită unei suspendări, Nedved a ratat meciul din sferturile de finală jucat de Cehia cu Portugalia. Cehia a câștigat în absența lui și s-a calificat în semifinale. În semifinala împotriva Franței, Nedvěd a fost numit om al meciului, în timp ce Cehia a avansat până în finală după executarea loviturilor de departajare în care a marcat al doilea gol al formației sale. Cehia a pierdut în finala cu Germania cu 2-1, după ce nemții au marcat un gol de aur.

### Euro 2000
Înainte de Euro 2000, Nedvěd nu s-a putut antrena normal din cauza unei accidentări la gleznă. În primul meci al Cehiei de la turneul final, împotriva Țărilor de Jos, el și coechipierul său, Jan Koller, au lovit bara fără să înscrie, cu Țările de Jos marcând din penalty dintr-o lovitură de pedeapsă cu controversată pentru a câștiga cu 1-0. În al doilea meci, împotriva Franței, a fost faultat, iar penaltiul primit în urma acestui fault a fost transformat de Karel Poborský care a dus scorul la 1-1. În ciuda faptului că a dat două șuturi pe poartă, Nedved nu a putut să-l învingă pe portarul francez Fabien Barthez, iar Franța a câștigat meciul cu 2-1. A jucat în cel de-al treilea meci, împotriva Danemarcei; deși Cehia a câștigat cu 2-0, echipa sa fost eliminată din turneu. După Euro 2000, Nedvěd a preluat banderola de căpitan de la Jiří Němec.

### Euro 2004
Nedvěd a avut un rol esențial în meciul din grupele Euro 2004 împotriva Țărilor de Jos. Fiind condusă cu două goluri, el a reușit să-și revitalizeze echipa și să o facă să revină, câștigând în cele din urmă meciul cu 3-2. Nouă jucători (inclusiv Nedvěd) au fost odihniți pentru meciul din grupă împotriva Germaniei, cu cehii deja calificați în faza eliminatorie. El a primit un cartonaș galben, retras la apel, în meciul din sferturi cu Danemarca. Acest lucru a însemnat că Nedved ar fi lipsit din finală dacă ar fi primit un alt cartonaș galben în semifinala împotriva Greciei. Cu toate acestea, Grecia a învins-o pe Cehia, iar Nedved a fost înlocuit după o accidentare la genunchi. După ieșirea din turneu, Nedvěd și-a anunțat retragerea din echipa națională; a fost numit în echipa de turneului alături de coechipierii săi Petr Čech și Milan Baroš.

### Campionatul Mondial din 2006
Mijlocașul a fost convins de antrenorul Karel Brückner și coechipierii săi să revină la națională în timp util pentru playoff-urile de calificare pentru Campionatul Mondial din 2006 împotriva Norvegiei în urma căruia Cehia s-a calificat la turneul final pentru prima dată de la destrămarea Cehoslovacia. Deși participarea lui Nedvěd la Campionatul Mondial a fost pusă sub semnul întrebării din cauza unei accidentări suferite la genunchi în luna iunie, a putut să joace.
Cehii au câștigat primul meci al Campionatului Mondial din 2006 cu 3-0 împotriva Statelor Unite dar mai mulți cheie s-au accidentat. Cehia avea să piardă următoarele două meciuri din grupe împotriva Ghanei și cu eventuala câștigătoare Italia, terminând pe locul trei în grupă. Golul marcat de Nedvěd la începutul celei de-a doua reprize a meciului cu Ghana a fost anulat pe motiv de offside. Șuturile expediate de el pe poarta Italiei au fost respinse de coechipierul său de la Juventus, Gianluigi Buffon. Nedved și-a anunțat din nou retragerea de la națională înainte de meciul amical din august 2006 împotriva Serbiei și Muntenegrului, în care a jucat cel de-a 91-lea și ultimul meci. El a refuzat să revină asupra deciziei înainte de Euro 2008, în ciuda rugăminților coechipierilor și ale lui Brückner. În cele 91 de meciuri pe care le-a jucat pentru echipa națională, Nedved a marcat 18 goluri.

## Stil de joc
Un jucător cu complet, tenace și consecvent, Nedvěd a fost frecvent utilizat ca mijlocaș stânga, mijlocaș ofensiv  sau ca extremă stânga de-a lungul carierei sale, datorită capacității sale de a centra precis cu piciorul stâng, precum și datorită abilității sale de a ajunge rapid în careu și de a trage cu piciorul drept. A fost capabil să joace oriunde la mijlocul terenului, datorită implicării sale crescute atât în jocul ofensiv, cât și pe faza defensivă. El a fost de asemenea folosit ca mijlocaș central, playmaker, precum și pe postul de vârf retras. A fost un pasator bun, având abilități de dribleur, dând pase lungi precise, precum și viziune. Cunoscut în primul rând cunoscut pentru șuturile sale puternice și voleurile de la distanță, precum și pentru rezistența lui, a fost, de asemenea, remarcat pentru viteza, rezistența, tehnica și abilitățile sale de marcator. El avea, de asemenea, execuții precise din lovituri libere, fiind cunoscut și drept un bun executant al penaltiurilor.
Nedved a fost poreclit „Furia Ceca” („Furia Cehă” sau „Furia oarbă” în italiană) de către fanii italieni, care i-au remarcat abilitățile, consecvența și spiritul de echipă, precum și rezistența, ritmul, puterea și hotărârea sa. În mass-media din limba engleză, a fost numit „tunul ceh”. Fostul său antrenor de la Lazio, Sven-Göran Eriksson, l-a descris ca fiind un „mijlocaș atipic, complet”. În ciuda abilităților sale și a stilului său de joc tenace, Nedvěd a fost, de asemenea, criticat pentru faptul că simula des și cădea ușor.

## Cariera de după retragere
Nedvěd a fugit la Maratonul de la Praga în 2010 (prima sa cursă la această probă), terminând traseul cu 1:49:44. A alergat la maratonul de la Praga 2012, unde a realizat un timp de 3:50:02, parcurgând în întregime cei 42 kilometri ai traseului.
Nedved a fost numit Personalitatea Internațională la Premiile Internaționale de Fotbal FAI din februarie 2012. În ianuarie 2013, a fost suspendat pentru trei etape în Serie A după ce la insultat pe arbitrul Paolo Valeri în timpul meciului Juventus împotriva lui Sampdoria.

### Directorat
La 12 octombrie 2010, compania Exor (societatea de investiții a familiei Agnelli) l-a nominalizat pe Nedvěd pentru un loc în consiliul de administrație al lui Juventus; fiind director în sezonul 2018-2019. La 23 octombrie 2015, Nedved a fost numit vicepreședinte al consiliului de administrație.

## Viața personală
Fiu al lui Václav și Ana, Nedvěd trăiește cu soția sa, Ivana, încă din 1992. Cuplul are doi copii, pe care îi cheamă Ivana și Pavel după părinții lor. Autobiografia lui Nedvěd din 2010 a fost publicată în italiană sub titlul „La mia vita normale: di corsa tra rivoluzione, Europa, e pallone d'oro”. A fost tradus în limba cehă ca Můj obyčejný život și lansat în Cehia în 2011.

## Statistici privind cariera

### Club
Surse: Meciuri din campionat, meciurile din Coppa Italia la Juventus, meciurile din competițiile europene.
| Performanța pe cluburi | Performanța pe cluburi | Performanța pe cluburi | Campionat | Campionat | Cupă               | Cupă               | Continental | Continental | Total   | Total  |
| Sezon                  | Club                   | Campionat              | Meciuri   | Goluri    | Meciuri            | Goluri             | Meciuri     | Goluri      | Meciuri | Goluri |
| Cehoslovacia           | Cehoslovacia           | Cehoslovacia           | Campionat | Campionat | Cupa Cehoslovaciei | Cupa Cehoslovaciei | Europa      | Europa      | Total   | Total  |
| ---------------------- | ---------------------- | ---------------------- | --------- | --------- | ------------------ | ------------------ | ----------- | ----------- | ------- | ------ |
| 1991–1992              | Dukla Prague           | First League           | 19        | 3         |                    |                    | –           | –           | 19      | 3      |
| 1992–1993              | Sparta Prague          | First League           | 17        | 0         |                    |                    | 5           | 0           | 22      | 0      |
| Cehia                  | Cehia                  | Cehia                  | Campionat | Campionat | Cupa Cehiei        | Cupa Cehiei        | Europa      | Europa      | Total   | Total  |
| 1993–1994              | Sparta Prague          | Gambrinus liga         | 23        | 3         |                    |                    | 4           | 0           | 27      | 3      |
| 1994–1995              | Sparta Prague          | Gambrinus liga         | 27        | 6         |                    |                    | 2           | 0           | 29      | 6      |
| 1995–1996              | Sparta Prague          | Gambrinus liga         | 30        | 14        |                    |                    | 8           | 5           | 38      | 19     |
| Italia                 | Italia                 | Italia                 | Campionat | Campionat | Coppa Italia       | Coppa Italia       | Europa      | Europa      | Total   | Total  |
| 1996–1997              | Lazio                  | Serie A                | 32        | 7         | 3                  | 1                  | 3           | 2           | 38      | 10     |
| 1997–1998              | Lazio                  | Serie A                | 26        | 11        | 6                  | 2                  | 11          | 2           | 43      | 15     |
| 1998–1999              | Lazio                  | Serie A                | 21        | 1         | 4                  | 0                  | 8           | 4           | 33      | 5      |
| 1999–2000              | Lazio                  | Serie A                | 28        | 5         | 6                  | 1                  | 13          | 1           | 47      | 7      |
| 2000–2001              | Lazio                  | Serie A                | 31        | 9         | 4                  | 1                  | 10          | 3           | 45      | 13     |
| 2001–2002              | Juventus               | Serie A                | 32        | 4         | 4                  | 0                  | 7           | 0           | 43      | 4      |
| 2002–2003              | Juventus               | Serie A                | 29        | 9         | 1                  | 0                  | 15          | 5           | 45      | 14     |
| 2003–2004              | Juventus               | Serie A                | 30        | 6         | 4                  | 0                  | 6           | 2           | 40      | 8      |
| 2004–2005              | Juventus               | Serie A                | 27        | 7         | 1                  | 0                  | 10          | 3           | 38      | 10     |
| 2005–2006              | Juventus               | Serie A                | 33        | 5         | 4                  | 0                  | 8           | 2           | 45      | 7      |
| 2006–2007              | Juventus               | Serie B                | 33        | 11        | 3                  | 1                  | –           | –           | 36      | 12     |
| 2007–2008              | Juventus               | Serie A                | 31        | 2         | 2                  | 1                  | –           | –           | 33      | 3      |
| 2008–2009              | Juventus               | Serie A                | 32        | 7         | 3                  | 0                  | 9           | 0           | 44      | 7      |
| Țară                   | Cehoslovacia           | Cehoslovacia           | 36        | 3         |                    |                    | 5           | 0           | 41      | 3      |
| Țară                   | Cehia                  | Cehia                  | 80        | 23        |                    |                    | 14          | 5           | 94      | 28     |
| Țară                   | Italia                 | Italia                 | 385       | 84        | 45                 | 7                  | 100         | 24          | 530     | 115    |
| Total                  | Total                  | Total                  | 501       | 110       | 45                 | 7                  | 119         | 29          | 665     | 146    |

### Internațional
| Echipa națională a Cehiei | Echipa națională a Cehiei | Echipa națională a Cehiei |
| An                        | Meciuri                   | Goluri                    |
| ------------------------- | ------------------------- | ------------------------- |
| 1994                      | 1                         | 0                         |
| 1995                      | 4                         | 0                         |
| 1996                      | 12                        | 2                         |
| 1997                      | 10                        | 2                         |
| 1998                      | 3                         | 1                         |
| 1999                      | 9                         | 2                         |
| 2000                      | 10                        | 4                         |
| 2001                      | 11                        | 4                         |
| 2002                      | 6                         | 0                         |
| 2003                      | 8                         | 2                         |
| 2004                      | 9                         | 0                         |
| 2005                      | 2                         | 0                         |
| 2006                      | 6                         | 1                         |
| Total                     | 91                        | 18                        |

## Onoruri

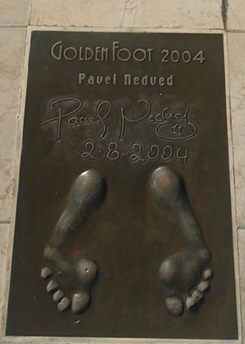
„Piciorul de Aur” al lui Nedved.

### Club
- Prima Liga Cehoslovacă: 1992-1993
- Prima Ligă din Cehia: 1993-1994, 1994-1995
- Cupa Cehiei: 1996

Lazio 
- Serie A: 1999-2000
- Coppa Italia : 1997-1998, 1999-2000
- Supercoppa Italiana: 1998, 2000
- Cupa Cupelor UEFA: 1998-1999
- Supercupa Europei: 1999
- Cupei UEFA: finalist 1997-1998
- Seria A: 2001-2002, 2002-2003
- Supercoppa Italiana: 2002, 2003
- Serie B: 2006-2007
- Liga Campionilor UEFA: finalist 2002-2003
- Coppa Italia: finalist 2001-2002, 2003-2004

### Internațional
Cehia
- Campionatul European: 
  - Câștigător: 1996 [12]
  - Semifinalist: 2004 [66]
- Cupa Confederațiilor FIFA: 
  - Locul al treilea: 1997

### Individual
- Balonul de Aur (Republica Cehă) : 1998, 2000, 2001, 2003, 2004, 2009 [122]
- Největší Čech (lista celor mai mari cehi): locul 41
- Jucătorul ceh al anului: 1998, 2000, 2003, 2004 [122]
- Echipa ESM a anului: 2000-01, 2002-03[123]
- Sportivul anului (Cehia) : 2003
- Serie A, Fotbalistul anului : 2003 [124]
- Serie A, fotbalistul străin al anului : 2003 [124]
- Cel mai bun mijlocaș al anului UEFA: 2002-03 [125]
- Jucătorul anului World Soccer : 2003[126]
- Balonul de aur: 2003[127]
- Echipa Anului UEFA: 2003, 2004, 2005 [125]
- Campionatul European de Fotbal din 2004 [82]
- Golden Foot: 2004[128]
- FIFA 100: 2004 [129]
- Premii internaționale de fotbal FAI - personalitate internațională: 2012 [108]
- Cea mai bună echipă a UEFA (rezervă, publicată în 2015)[130]
- Cel mai bun unsprezece al tuturor timpurilor al lui Juventus: 2017[131]